# Фаткудинов, Зуфар Максумович
Фаткудинов Зуфар Максумович (6 ноября 1940, Кострома, 2 ноября 2019) — российский юрист. После окончания юридического факультета Казанского госуниверситета работал в прокуратуре г. Костромы в должности помощника прокурора города. В декабре 1968 г. поступил в Московскую аспирантуру Института законодательства и сравнительного правоведения при Правительстве СССР. В мае 1972 г. защитил кандидатскую диссертацию на тему «Договор подряда между социалистическими организациями» по специальности «гражданское право».
В июне 1982 г. защитил докторскую диссертацию в Институте законодательства и сравнительного правоведения при правительстве СССР (г. Москва) на тему «Правовое регулирование народнохозяйственного планирования (в условиях автоматизированной системы плановых расчетов)» по специальности 12.00.03: гражданское право, предпринимательское право.
В этом же году вышла первая в СССР художественная книга детективного жанра «Тайна стоит жизни», которая в последующем переиздавалась более 15 общим тиражом около 2 миллионов экземпляров.
З. М. Фаткудинов был профессором Московского государственного университета им. М. В. Ломоносова. Государственный Советник 2-го класса (1997 г.).
Научная деятельность и написание романов и повестей у З. М. Фаткудинова постоянно чередуется. З. М. Фаткудинов написал более 10 романов и повестей, а также более 100 научных работ. Член Союза писателей России и СССР с 1990 г.
Афоризмы печатались в различных журналах, в том числе «Новый мир», «Представительная власть» (журнал Госдумы), «Право и экономика» (журнал Союза юристов России), Евразийский юридический журнал и др., а также в «Московском комсомольце», «Федеральной газете», «Литературной России», «Мегаполис-экспрессе», «Правде» и др.
О З. М. Фаткудинове написаны две книги:
- Суркова Н. А. Мир права, свободы, истины в систематическом изложении мыслителя и ученого юриста З. М. Фаткудинова (Москва, ИГ «Юрист»; 2003, 176 c.).
- Шерченг Н. А., Борохов Э. А. Мировая афористика как грань развития человечества: в аспекте творчества З. М. Фаткудинова (Москва, Академия Естествознания, 2005, 460 с.).

З. М. Фаткудинов — член ряда ученых советов вузов России, зав. кафедрой Гражданского права и процесса Института экономики управления и права (г. Казань)

2 ноября 2019 умер в городе Москве. Захоронен в Костроме.